# Pelouses métallicoles de Mortagne du Nord
Pelouses métallicoles de Mortagne du Nord este o arie protejată (sit de importanță comunitară — SCI) din Franța întinsă pe o suprafață de 17 ha, integral pe uscat.

## Localizare
Centrul sitului Pelouses métallicoles de Mortagne du Nord este situat la coordonatele 50°29′36″N 3°27′28″E / 50.49333°N 3.45778°E.

## Înființare
Situl Pelouses métallicoles de Mortagne du Nord a fost declarat arie specială de conservare în baza directivei 92/43 din 1992 referitoare la conservarea habitatelor naturale și a faunei și florei sălbatice pentru a proteja un număr necunoscut de specii din flora spontană și fauna sălbatică aflate în arealul zonei.

## Biodiversitate
Situată în ecoregiunea atlantică, aria protejată conține 4 habitate naturale: Pajiști calaminariene cu Violetalia calaminariae, Lacuri eutrofice naturale cu vegetație de tip Magnopotamion sau Hydrocharition, Păduri aluvionare cu Alnus glutinosa și Fraxinus excelsior (Alno-Padion, Alnion incanae, Salicion albae), Fânețe de joasă altitudine (Alopecurus pratensis, Sanguisorba officinalis).
La baza desemnării sitului se află un număr nedeclarat de specii protejate.
Pe lângă speciile protejate, pe teritoriul sitului au mai fost identificate 3 specii de plante.